# Pteraichnus
Genre
Pteraichnus est un ichnogenre attribué aux ptérosaures dans la famille des Pteraichnidae.

## Historique
Le genre Pteraichnus est décrit en 1957 par le paléontologue W. L. Stokes,.

## Fossiles
Selon Paleobiology Database en 2025, ce genre Pteraichnus a 54 collections référencées de fossiles. Ces collections de fossiles sont du Jurassique inférieur au Maastrichtien du Crétacé supérieur, c'est-à-dire datent de 201,4-66 Ma avant notre ère .

## Description
En 2025, huit ichnoespèces valides avaient été décrites dans diverses unités,,.

## Liste des espèces
Selon Paleobiology Database en 2025, ce genre Pteraichnus a douze espèces référencées mais quatre sont des nomen dubium et l'espèce †Pteraichnus gracilis Ha et al., 2022 n'est pas référencé dans TPDB :
- †Pteraichnus dongyangensis Ha et al., 2022 (anciennement Chen et al., 2013)
- †Pteraichnus gracilis Ha et al., 2022
- †Pteraichnus koreanensis Lee et al., 2008
- †Pteraichnus longipodus Fuentes Vidarte et al., 2004
- †Pteraichnus nipponensis Lee et al., 2010
- †Pteraichnus parvus Fuentes Vidarte et al., 2004
- †Pteraichnus saltwashensis Stokes, 1957
- †Pteraichnus stokesi Lockley et al., 1995
- †Pteraichnus yanguoxiaensis Peng et al., 2004[2]

### Nomen dubium
Selon Paleobiology Database en 2025, ce genre Pteraichnus a quatre espèces en nomen dubium, :
- †Pteraichnus cidacoi Fuentes Vidarte, 2001 : déclaré nomen dubium en 2009 par Sánchez-Hernández et al.
- †Pteraichnus manueli Meijide Calvo, 2001 : déclaré nomen dubium en 2009 par Sánchez-Hernández et al.
- †Pteraichnus palacieisaenzi Pascual-Arribas and Sanz-Pérez, 2000 : déclaré nomen dubium en 2009 par Sánchez-Hernández et al.
- †Pteraichnus vetustior Meijide Fuentes, 2001 : déclaré nomen dubium en 2009 par Sánchez-Hernández et al.[2],[5]

### Publication originale
- [1957] (en) W. L. Stokes, « Pterodactyl tracks from the Morrison Formation. », Journal of Paleontology, vol. 31,‎ 1957, p. 952-954.